# Großer Preis der USA 1960
Der Große Preis der USA 1960 (offiziell III United States Grand Prix) fand am 20. November auf dem Riverside International Raceway in Riverside statt und war das zehnte und letzte Rennen der Automobil-Weltmeisterschaft 1960.

## Bericht

### Hintergrund
Nachdem der Große Preis der USA 1959 ein finanzieller Misserfolg gewesen war, kehrte der Große Preis der USA zurück zum Riverside International Raceway, der letztmals Austragungsort dieses Rennens gewesen war. Im folgenden Jahr wechselte der Austragungsort für mehrere Jahre nach Watkins Glen. Das Saisonfinale der Automobilweltmeisterschaft war gleichzeitig auch das vorerst letzte Rennen, in dem 2,5 Liter Motoren erlaubt waren. Wegen zahlreichen schweren Unfällen mit Todesfolge in den Monaten zuvor wurde entschieden aus Sicherheitsgründen die Motorenleistung zu drosseln. Ab der folgenden Saison durfte der Hubraum der Wagen maximal 1,5 Liter betragen. Aus dieser Regelung resultierte eine größere optische Änderung der Wagen in den kommenden Jahren. Der Wechsel zum Heckmotorkonzept wurde endgültig abgeschlossen, die Wagen wurden deutlich kleiner.
Ferrari, Sieger des vorherigen Rennens, entschied sich aus verschiedenen Gründen nicht am Rennen teilzunehmen. Einerseits konnte das Team keinen Titel mehr gewinnen, andererseits konzentrierte man sich bereits auf den Bau des neuen Wagens für die kommende Saison. Cooper vergrößerte sein Team auf drei Fahrzeuge. Jack Brabham und Bruce McLaren hatten bereits die ersten beiden Plätze der Fahrerwertung sicher und fuhren auch im folgenden Jahr weiter für Cooper. Außerdem gab man Ron Flockhart einen alten Cooper T51, für sein letztes Rennen in der Automobil-Weltmeisterschaft. Lotus fuhr ebenfalls mit drei Wagen, Innes Ireland und Jim Clark blieben dem Team auch in der nächsten Saison erhalten, John Surtees fuhr das letzte Mal in seiner Karriere für Lotus. Er wechselte zum Yeoman Credit Racing Team. Auch beim dritten Werksteam, B.R.M. gab nach dem Saisonende personelle Änderungen. Graham Hill blieb als einziger der drei Fahrer, Jo Bonnier und Dan Gurney wechselten beide zu Porsche. Nach mehreren Rennen Pause war auch Scarab wieder für einen Grand Prix gemeldet. Das Team hatte die Motorenprobleme des Wagens behoben, es fehlte aber weiterhin an Konkurrenzfähigkeit. Aus diesem Grund zog man sich anschließend aus der Automobilweltmeisterschaft zurück. Sowohl für Scarab, als auch für Fahrer Chuck Daigh war es das letzte Rennen. Der letzte Konstrukteur in der Meldeliste war JBW mit Brian Naylor als Fahrer.
Viele Teams setzten private Wagen ein. Einer von ihnen war der US-Amerikaner Bob Drake, der sein einziges Rennen in der Automobilweltmeisterschaft fuhr. Er beendete die Ära des Maserati 250F. Der Wagen war bereits seit 1954 im Einsatz und wurde beim Großen Preis der USA 1960 ein letztes Mal verwendet. Dies war somit die längste Zeit, in der ein Formel-1-Wagen Verwendung fand. Nach dem endgültigen Aus des Fahrzeuges wurden jedoch die Maserati-Motoren noch bis 1969 in diversen Wagen verwendet.
Stirling Moss fuhr für das Rob Walker Racing Team in einem Lotus 18. Er blieb auch noch im kommenden Jahr bei diesem Team in der letzten Saison seiner Karriere. Das Yeoman Credit Racing Team meldete vier Cooper T51 für Tony Brooks, Olivier Gendebien, Henry Taylor und Phil Hill, der die Freigabe von Ferrari bekam für ein anderes Team fahren zu dürfen. Alle vier fuhren das letzte Mal für das Yeoman Credit Racing Team. Brooks wechselte zu B.R.M., Taylor und Gendebien fuhren anstatt Cooper diverse andere private Wagen und Phil Hill blieb bei Ferrari. Allerdings fuhr Phil Hill 1964 erneut Cooper, diesmal beim Werksteam. Phil Hills Teamkollege bei Ferrari, Wolfgang Graf Berghe von Trips hatte ebenfalls eine Freigabe seines Teams erhalten. Er fuhr für die Scuderia Centro Sud, die ebenfalls drei Cooper T51 gemeldet hatten. Seine Teamkollegen für dieses eine Rennen waren Ian Burgess und Maurice Trintignant. Alle drei fuhren das letzte Mal für das Team. Außerdem debütierte Jim Hall auf einem privaten Lotus und Pete Lovely fuhr einen Cooper T45.
In der Fahrerwertung gab es ein Duell um den noch offenen dritten Platz zwischen Phil Hill, Ireland und Moss. Diverse andere Fahrer hatten noch theoretische Chancen auf diesen Rang. In der Konstrukteurswertung waren durch die Abwesenheit von Porsche und Ferrari alle Positionen entschieden. Mit McLaren und Daigh nahmen zwei ehemalige Sieger am Rennen teil, Scarab und Cooper waren zuvor jeweils einmal erfolgreich. Daigh gewann 1958 den nicht zur Automobilweltmeisterschaft gehörenden ersten Großen Preis der USA auf Scarab.

### Training
Wie schon zum Beginn der Saison waren Moss und Brabham die schnellsten im Training und duellierten sich um die letzte Pole-Position der Saison. Beide Fahrer hatten 1960 bereits dreimal auf dem ersten Startplatz gestanden. Beim Training zum Großen Preis der USA setzte sich Moss mit einer halben Sekunde Vorsprung auf Brabham durch und hatte somit 1960 die meisten Pole-Positions. Hinter Moss und Brabham qualifizierten sich die beiden B.R.M. von Gurney und Bonnier, dahinter folgten drei Lotus-Wagen von Clark, Surtees und Ireland. Die ersten Zehn wurden von Gendebien, Brooks und McLaren komplettiert. Daigh im Scarab qualifizierte sich für den Startplatz 18, Drake im Maserati startete von Rang 22 ins Rennen.

### Rennen
Am Start blieben Phil Hill und Gendebien stehen, die Wagen wurden allerdings neu gestartet und beide Fahrer setzten das Rennen fort. Brabham gewann das Startduell gegen Moss und ging in Führung. Bis zur vierten Rennrunde blieb die Reihenfolge an der Spitze des Feldes unverändert, dann trat Feuer am Heck des Coopers von Brabham auf. Brabham steuerte die Box an, um seine Mechaniker nach der Ursache suchen zu lassen. Als diese das Problem nicht identifizierten, fuhr Brabham wieder raus, kam später erneut in die Box, da sporadisch immer wieder kleine Feuer im Heckbereich seines Wagens auftraten. Bei diesem Boxenstopp fanden die Mechaniker heraus, dass Brabham zu viel getankt hatte und das Benzin übergetreten war, was sich auf dem heißen Motor entzündete. Brabham hatte seinen Wagen mit Kraftstoff überfüllt um eine ähnliche Situation wie im Vorjahr beim Großen Preis der USA zu vermeiden, wo er den Wagen in der letzten Rennrunde schieben musste, da ihm der Kraftstoff ausgegangen war. Die Boxencrew von Cooper behob das Problem und Brabham setzte das Rennen fort. Allerdings hatte in der Zwischenzeit Moss die Führung des Rennens übernommen. Ebenfalls in Runde vier drehte sich Surtees. Der nachfolgende Teamkollege von Surtees, Clark konnte nicht mehr ausweichen und die beiden Fahrzeuge kollidierten. Für Surtees war das Rennen beendet, Clark fuhr mit einer beschädigten Frontpartie seines Wagens weiter, hatte am Rennende aber mehr als zehn Runden Rückstand auf die Konkurrenz.
In Runde sechs schied Brooks aufgrund eines Drehers aus, Flockhart in Runde elf mit fehlender Kraftübertragung. Gurney schloss auf den Führenden Moss auf, doch erneut beendete die Unzuverlässigkeit des BRM P48 die Siegchancen. Wegen Überhitzung stellte Gurney den Wagen in Runde 18 ab, auch Teamkollege Graham Hill schied später mit einem technischen Defekt aus. Außerdem erreichten Naylor und Burgess das Ziel nicht.
Den Rest des Rennens führte Moss vor Ireland und McLaren und gewann das Rennen mit 38 Sekunden Vorsprung auf den Zweitplatzierten. Nach dem Sieg beim Großen Preis von Monaco 1960 war dies sein zweiter Saisonerfolg, durch den er den dritten Rang in der Fahrerwertung erreichte. Für Lotus war es ebenfalls der zweite Saisonsieg. Ireland sicherte sich durch seinen zweiten Platz den vierten Rang in der Fahrerwertung, McLaren wurde durch seinen dritten Platz der einzige Fahrer der in mehr als sechs Rennen Punkte erzielte und den damit die Streichresultateregelung betraf. Brabham verbesserte sich während des Rennens noch bis auf Platz vier. Bonnier wurde Fünfter, Phil Hill Sechster. Hall verpasste die Punkteränge auf Position sieben knapp, hinter ihm platzierten sich Salvadori, Graf Berghe von Trips und Daigh.
Für Moss blieb es der einzige Sieg beim Großen Preis der USA, Lotus gewann auch die beiden Rennen der folgenden Jahre. Hatte 1960 vor allem Cooper den Großteil der Saison dominiert, änderte sich das Kräfteverhältnis mit dem neuen Reglement ab der folgenden Saison. 1961 duellierten sich vor allem Ferrari und Lotus um Siege, Cooper erreichte keinen Saisonsieg.

## Meldeliste
| Team                      | Nr. | Fahrer                         | Chassis       | Motor           | Reifen |
| ------------------------- | --- | ------------------------------ | ------------- | --------------- | ------ |
| Cooper-Climax             | 02  | Jack Brabham                   | Cooper T53    | Climax 2.5 L4   | D      |
| Cooper-Climax             | 03  | Bruce McLaren                  | Cooper T53    | Climax 2.5 L4   | D      |
| Cooper-Climax             | 04  | Ron Flockhart                  | Cooper T51    | Climax 2.5 L4   | D      |
| Rob Walker Racing Team    | 05  | Stirling Moss                  | Lotus 18      | Climax 2.5 L4   | D      |
| Yeoman Credit Racing Team | 06  | Tony Brooks                    | Cooper T51    | Climax 2.5 L4   | D      |
| Yeoman Credit Racing Team | 07  | Olivier Gendebien              | Cooper T51    | Climax 2.5 L4   | D      |
| Yeoman Credit Racing Team | 08  | Phil Hill                      | Cooper T51    | Climax 2.5 L4   | D      |
| Yeoman Credit Racing Team | 09  | Henry Taylor                   | Cooper T51    | Climax 2.5 L4   | D      |
| Lotus-Climax              | 10  | Innes Ireland                  | Lotus 18      | Climax 2.5 L4   | D      |
| Lotus-Climax              | 11  | John Surtees                   | Lotus 18      | Climax 2.5 L4   | D      |
| Lotus-Climax              | 12  | Jim Clark                      | Lotus 18      | Climax 2.5 L4   | D      |
| High Efficiency Motors    | 14  | Roy Salvadori                  | Cooper T51    | Climax 2.5 L4   | D      |
| Owen Racing Organisation  | 15  | Jo Bonnier                     | Cooper T51    | Climax 2.5 L4   | D      |
| Owen Racing Organisation  | 16  | Dan Gurney                     | Cooper T51    | Climax 2.5 L4   | D      |
| Owen Racing Organisation  | 17  | Graham Hill                    | Cooper T51    | Climax 2.5 L4   | D      |
| Scuderia Centro Sud       | 18  | Maurice Trintignant            | Cooper T51    | Maserati 2.5 L4 | D      |
| Scuderia Centro Sud       | 19  | Ian Burgess                    | Cooper T51    | Maserati 2.5 L4 | D      |
| Scuderia Centro Sud       | 26  | Wolfgang Graf Berghe von Trips | Cooper T51    | Maserati 2.5 L4 | D      |
| Joe Lubin                 | 20  | Bob Drake                      | Maserati 250F | Maserati 2.5 L4 | D      |
| JB Naylor                 | 21  | Brian Naylor                   | JBW Type 59   | Maserati 2.5 L4 | D      |
| Scarab                    | 22  | Chuck Daigh                    | Scarab        | Scarab 2.4 L4   | D      |
| Jim Hall                  | 23  | Jim Hall                       | Lotus 18      | Climax 2.5 L4   | D      |
| Fred Armbruster           | 25  | Pete Lovely                    | Cooper T45    | Ferrari 2.4 L4  | D      |

## Klassifikationen

### Qualifying
| Pos. | Fahrer                         | Konstrukteur    | Zeit   | Ø-Geschwindigkeit | Start |
| ---- | ------------------------------ | --------------- | ------ | ----------------- | ----- |
| 01   | Stirling Moss                  | Lotus-Climax    | 1:54,4 | 165,87 km/h       | 01    |
| 02   | Jack Brabham                   | Cooper-Climax   | 1:55,0 | 165,01 km/h       | 02    |
| 03   | Dan Gurney                     | B.R.M.          | 1:55,2 | 164,72 km/h       | 03    |
| 04   | Jo Bonnier                     | B.R.M.          | 1:55,6 | 164,15 km/h       | 04    |
| 05   | Jim Clark                      | Lotus-Climax    | 1:55,6 | 164,15 km/h       | 05    |
| 06   | John Surtees                   | Lotus-Climax    | 1:56,6 | 162,74 km/h       | 06    |
| 07   | Innes Ireland                  | Lotus-Climax    | 1:57,0 | 162,18 km/h       | 07    |
| 08   | Olivier Gendebien              | Cooper-Climax   | 1:57,2 | 161,91 km/h       | 08    |
| 09   | Tony Brooks                    | Cooper-Climax   | 1:57,2 | 161,91 km/h       | 09    |
| 10   | Bruce McLaren                  | Cooper-Climax   | 1:57,4 | 161,63 km/h       | 10    |
| 11   | Graham Hill                    | B.R.M.          | 1:57,6 | 161,36 km/h       | 11    |
| 12   | Jim Hall                       | Lotus-Climax    | 1:58,2 | 160,54 km/h       | 12    |
| 13   | Phil Hill                      | Cooper-Climax   | 1:58,8 | 159,73 km/h       | 13    |
| 14   | Henry Taylor                   | Cooper-Climax   | 1:59,0 | 159,46 km/h       | 14    |
| 15   | Roy Salvadori                  | Cooper-Climax   | 1:59,6 | 158,66 km/h       | 15    |
| 16   | Wolfgang Graf Berghe von Trips | Cooper-Maserati | 2:01,4 | 156,31 km/h       | 16    |
| 17   | Brian Naylor                   | JBW-Maserati    | 2:02,2 | 155,28 km/h       | 17    |
| 18   | Chuck Daigh                    | Scarab          | 2:02,6 | 154,78 km/h       | 18    |
| 19   | Maurice Trintignant            | Cooper-Maserati | 2:03,2 | 154,02 km/h       | 19    |
| 20   | Pete Lovely                    | Cooper-Ferrari  | 2:03,4 | 153,77 km/h       | 20    |
| 21   | Ron Flockhart                  | Cooper-Climax   | 2:04,4 | 152,54 km/h       | 21    |
| 22   | Bob Drake                      | Maserati        | 2:05,4 | 151,32 km/h       | 22    |
| 23   | Ian Burgess                    | Cooper-Maserati | 2:06,6 | 149,89 km/h       | 23    |

### Rennen
| Pos. | Fahrer                         | Konstrukteur    | Runden | Stopps | Zeit        | Start | Schnellste Runde |
| ---- | ------------------------------ | --------------- | ------ | ------ | ----------- | ----- | ---------------- |
| 01   | Stirling Moss                  | Lotus-Climax    | 75     |        | 2:28:52,0   | 01    | 1:56,6           |
| 02   | Innes Ireland                  | Lotus-Climax    | 75     |        | + 38,0      | 07    | 1:56,6           |
| 03   | Bruce McLaren                  | Cooper-Climax   | 75     |        | + 52,0      | 10    | 1:57,8           |
| 04   | Jack Brabham                   | Cooper-Climax   | 74     |        | + 1 Runde   | 02    | 1:56,3           |
| 05   | Jo Bonnier                     | B.R.M.          | 74     |        | + 1 Runde   | 04    | 1:57,2           |
| 06   | Phil Hill                      | Cooper-Climax   | 74     |        | + 1 Runde   | 13    | 1:59,2           |
| 07   | Jim Hall                       | Lotus-Climax    | 73     |        | + 2 Runden  | 12    | 1:59,3           |
| 08   | Roy Salvadori                  | Cooper-Climax   | 73     |        | + 2 Runden  | 15    | 2:00,0           |
| 09   | Wolfgang Graf Berghe von Trips | Cooper-Maserati | 72     |        | + 3 Runden  | 16    | 2:01,5           |
| 10   | Chuck Daigh                    | Scarab          | 70     |        | + 5 Runden  | 18    | 2:05,0           |
| 11   | Pete Lovely                    | Cooper-Ferrari  | 69     |        | + 6 Runden  | 20    | 2:03,0           |
| 12   | Olivier Gendebien              | Cooper-Climax   | 69     |        | + 6 Runden  | 08    | 2:00,0           |
| 13   | Bob Drake                      | Maserati        | 68     |        | + 7 Runden  | 22    | 2:09,2           |
| 14   | Henry Taylor                   | Cooper-Climax   | 68     |        | + 7 Runden  | 14    | 1:59,3           |
| 15   | Maurice Trintignant            | Cooper-Maserati | 66     |        | + 9 Runden  | 19    | 2:03,5           |
| 16   | Jim Clark                      | Lotus-Climax    | 61     |        | + 14 Runden | 05    | 1:59,0           |
| –    | Graham Hill                    | B.R.M.          | 34     |        | DNF         | 11    | 1:59,8           |
| –    | Ian Burgess                    | Cooper-Maserati | 29     |        | DNF         | 23    | 2:06,0           |
| –    | Brian Naylor                   | JBW-Maserati    | 20     |        | DNF         | 17    | 2:04,7           |
| –    | Dan Gurney                     | B.R.M.          | 18     |        | DNF         | 03    | 1:58,0           |
| –    | Ron Flockhart                  | Cooper-Climax   | 11     |        | DNF         | 21    | 2:05,2           |
| –    | Tony Brooks                    | Cooper-Climax   | 6      |        | DNF         | 09    | 1:56,4           |
| –    | John Surtees                   | Lotus-Climax    | 3      |        | DNF         | 06    | 1:58,6           |

## WM-Stände nach dem Rennen
Die ersten sechs des Rennens bekamen 8, 6, 4, 3, 2, 1 Punkte. Es zählten nur die sechs besten Ergebnisse aus zehn Rennen. In der Konstrukteurswertung zählten nur die Punkte des bestplatzierten Fahrers eines Teams.

### Fahrerwertung
| Pos. | Fahrer                         | Konstrukteur         | Punkte  |
| ---- | ------------------------------ | -------------------- | ------- |
| 01   | Jack Brabham                   | Cooper-Climax        | 43      |
| 02   | Bruce McLaren                  | Cooper-Climax        | 34 (37) |
| 03   | Stirling Moss                  | Cooper-Climax        | 21      |
| 04   | Innes Ireland                  | Lotus-Climax         | 18      |
| 05   | Phil Hill                      | Ferrari              | 16      |
| 06   | Olivier Gendebien              | Cooper-Climax        | 10      |
| 07   | Wolfgang Graf Berghe von Trips | Ferrari              | 10      |
| 08   | Jim Rathmann                   | Watson-Offenhauser   | 8       |
| 09   | Richie Ginther                 | Ferrari              | 8       |
| 10   | Jim Clark                      | Lotus-Climax         | 8       |
| 11   | Tony Brooks                    | Cooper-Climax        | 7       |
| 12   | John Surtees                   | Lotus-Climax         | 6       |
| 13   | Cliff Allison                  | Ferrari              | 6       |
| 14   | Rodger Ward                    | Watson-Offenhauser   | 6       |
| 15   | Willy Mairesse                 | Ferrari              | 4       |
| 16   | Graham Hill                    | B.R.M.               | 4       |
| 17   | Paul Goldsmith                 | Epperly-Offenauser   | 4       |
| 18   | Jo Bonnier                     | B.R.M.               | 4       |
| 19   | Giulio Cabianca                | Cooper-Castellotti   | 3       |
| 20   | Henry Taylor                   | Cooper-Climax        | 3       |
| 21   | Carlos Menditéguy              | Cooper-Maserati      | 3       |
| 22   | Don Branson                    | Phillips-Offenhauser | 3       |
| 23   | Johnny Thomson                 | Lesovsky-Offenhauser | 2       |
| 24   | Eddie Johnson                  | Trevis-Offenhauser   | 1       |
| 25   | Lucien Bianchi                 | Cooper-Climax        | 1       |
| 26   | Ron Flockhart                  | Lotus-Climax         | 1       |
| 27   | Hans Herrmann                  | Porsche              | 1       |
| 28   | Edgar Barth                    | Porsche              | 0       |
| 29   | Jim Hall                       | Lotus-Climax         | 0       |
| 30   | Carel Godin de Beaufort        | Cooper-Climax        | 0       |
| 31   | Piero Drogo                    | Cooper-Climax        | 0       |

| Pos. | Fahrer                    | Konstrukteur    | Punkte |
| ---- | ------------------------- | --------------- | ------ |
| 32   | Roy Salvadori             | Cooper-Climax   | 0      |
| 33   | Ian Burgess               | Cooper-Maserati | 0      |
| 34   | Wolfgang Seidel           | Cooper-Climax   | 0      |
| 35   | Dan Gurney                | B.R.M.          | 0      |
| 36   | Maurice Trintignant       | Cooper-Climax   | 0      |
| 37   | Chuck Daigh               | Scarab          | 0      |
| 38   | Fred Gamble               | Behra-Porsche   | 0      |
| 39   | Alberto Rodríguez Larreta | Lotus-Climax    | 0      |
| 40   | Pete Lovely               | Cooper-Ferrari  | 0      |
| 41   | José Froilán González     | Ferrari         | 0      |
| 42   | David Piper               | Lotus-Climax    | 0      |
| 43   | Bruce Halford             | Cooper-Climax   | 0      |
| 44   | Brian Naylor              | JBW-Maserati    | 0      |
| 45   | Roberto Bonomi            | Cooper-Climax   | 0      |
| 46   | Bob Drake                 | Maserati        | 0      |
| 47   | Masten Gregory            | Porsche         | 0      |
| 48   | Gino Munaron              | Maserati        | 0      |
| 49   | Nasif Estéfano            | Maserati        | 0      |
| –    | Alfonso Thiele            | Cooper-Maserati | 0      |
| –    | Mário de Araújo Cabral    | Cooper-Maserati | 0      |
| –    | Ettore Chimeri            | Maserati        | 0      |
| –    | Antonio Creus             | Maserati        | 0      |
| –    | Giorgio Scarlatti         | Maserati        | 0      |
| –    | Lance Reventlow           | Scarab          | 0      |
| –    | Jack Fairman              | Cooper-Climax   | 0      |
| –    | Vic Wilson                | Cooper-Climax   | 0      |
| –    | Arthur Owen               | Cooper-Climax   | 0      |
| –    | Keith Greene              | Cooper-Maserati | 0      |
| –    | Harry Schell †            | Cooper-Climax   | 0      |
| –    | Alan Stacey †             | Lotus-Climax    | 0      |
| –    | Chris Bristow †           | Cooper-Climax   | 0      |

### Konstrukteurswertung
| Pos. | Konstrukteur       | Punkte  |
| ---- | ------------------ | ------- |
| 01   | Cooper-Climax      | 48 (61) |
| 02   | Lotus              | 34 (37) |
| 03   | Ferrari            | 26 (27) |
| 04   | B.R.M.             | 8       |
| 05   | Cooper-Maserati    | 3       |
| 06   | Cooper-Castellotti | 3       |

| Pos. | Konstrukteur  | Punkte |
| ---- | ------------- | ------ |
| 07   | Porsche       | 1      |
| 08   | JBW-Maserati  | 0      |
| 09   | Behra-Porsche | 0      |
| –    | Maserati      | 0      |
| –    | Scarab        | 0      |
| –    | Vanwall       | 0      |